# Sraslaci
Sraslaci su zakonski sraštena 2 ili više pojedinca iste vrste minerala koja su simetrijski međusobno orijentirana. Svi kristalni elementi jedne jedinke su povezani s novom zajedničkom digirom i novom zajedničkom ravninom simetrije s elementima druge jedinke. 
Sraslačka os (oznaka: B1/2) je nova digira u kristalnom sustavu oko koje treba jednu od dvije srlaslačke jedinke zaokrenuti za 180° da bi ona prešla u paralelan položaj s drugom jedinkom.
Sraslačka ravnina je nova ravnina simetrije u kristalnom sustavu koja zrcalno dijeli dvije srasle jedinke. Ona ne može biti postojeća ravnina simetrije kristala jedinke jer njezina primjena rezultira paralelnim rastom kristala. To je zapravo postojeća ili moguća ploha na kristalima sraslih jedinki, najčešće malih Millerovih indeksa koja je okomita na sraslačku os.
Sraslački šav (oznaka: D1/2) ili ravnina srašćivanja (dodirna ploha) je ravnina kojojm se srasle jedinke dodiruju, a uočava se kao pravilan ili nepravilan šav na sraslacu. On može, ali i ne mora, bii paralelan sa sraslačkom ravninom te je paralelan nekoj drugoj mogućoj plohi kristala jedinke. 
Sraslaci imaju viši stupanj simetrije od kristalne jedinke zbog dodatne digire i ravnine simetrije.

## Sraslački zakoni
1. okomični (normalni) sraslački zakon
2. bridni (paralelni) sraslački zakon
3. kombinirani (kompleksni) sraslački zakon

## Klasifikacija sraslaca prema mjestu srašćivanja
1. dodirni (kontaktni) sraslaci
2. proraslaci (prodorni, penetracijski sraslaci)
3. višestrukii (opetovani) sraslaci

## Klasifikacija sraslaca prema načiu postanka
1. primarni sraslaci (sraslaci rasta)
2. sekundarni sraslaci
  1. sraslaci polimoefnih prijelaza (sraslaci fazne transformacije)
  2. sraslaci deformacija (mehanički, tlačni, stres-sraslaci)